# 尼克松总统图书馆暨博物馆

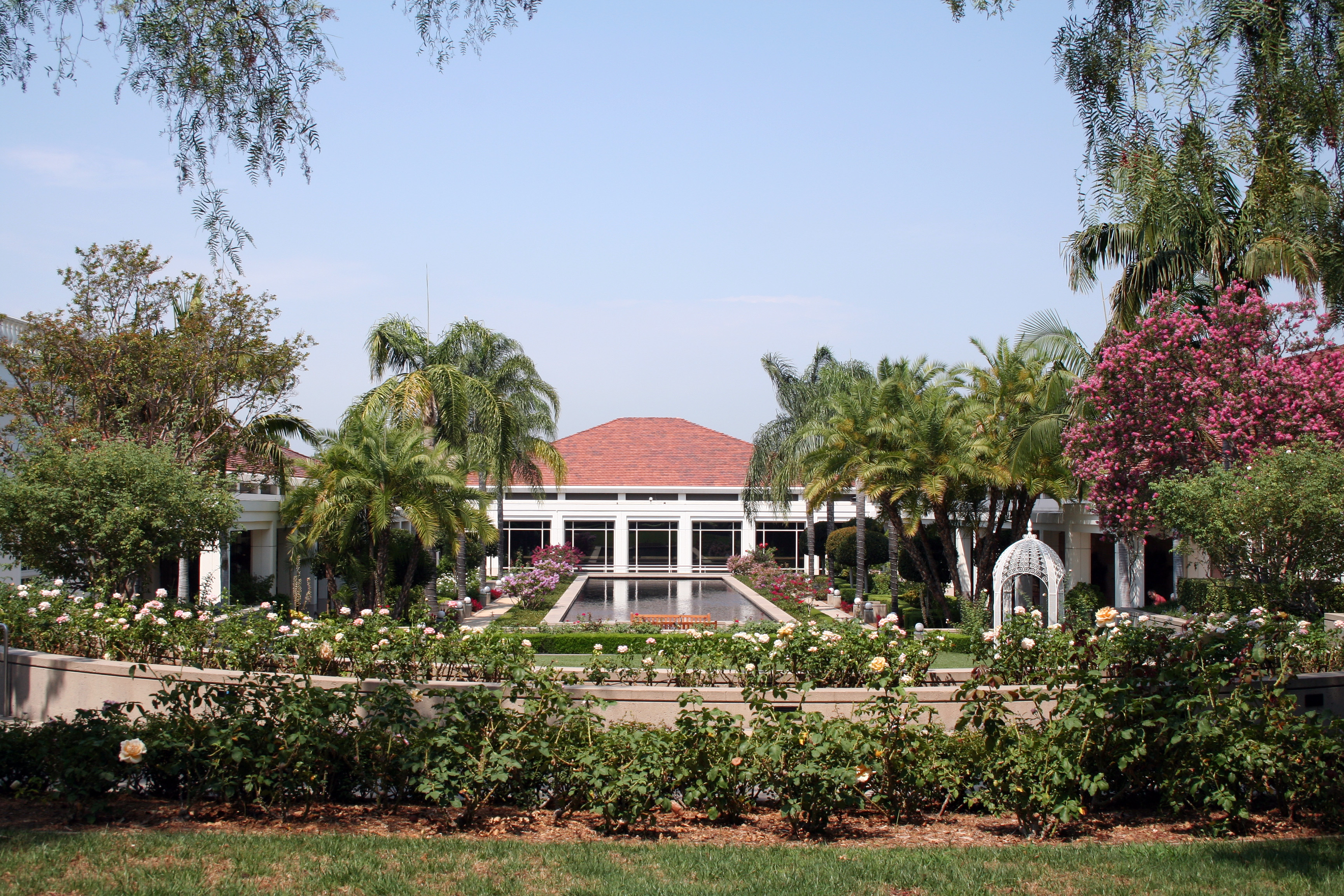
尼克松总统纪念图书馆

尼克松总统图书馆（英語：Richard Nixon Presidential Library and Museum）是美国第37任总统尼克松的总统图书馆，位于加利福尼亚州约巴林达。图书馆建于1989年，原先由私人的尼克松基金会建立，2007年7月改为与国家档案和记录管理局共同管理。

## 重要演講
2020年，美國國務卿邁克·蓬佩奧在這裡進行《共產中國與自由世界的未來》的演講，該演講呼籲了自由世界團結起來使中國改變。